# Froylán Ledezma
Froylán Ledezma Stevens (San José, 2 januari 1978) is een voormalig profvoetballer uit Costa Rica. De aanvaller stond onder meer onder contract bij AFC Ajax.

## Clubcarrière
Ledezma begon zijn profcarrière in eigen land bij LD Alajuelense. Hij debuteerde op 24 september 1995 in de competitie. In twee seizoenen scoorde Ledezma 35 doelpunten: 14 in 1995/96 en 21 in 1996/97). In 1997 kocht Ajax hem van Alajuelense voor tien miljoen gulden. Overigens had ook Feyenoord serieuze belangstelling, maar Ajax (in het persoon van Arie van Eijden) plukte hem eerder van Schiphol, daarop volgde het zogenaamde herenakkoord tussen de twee clubs.
Ledezma tekende bij Ajax voor vijf jaar, maar hij wist bij de Amsterdamse club nooit door te breken. Hij begon bij Ajax in de zomer van 1997, maar had vrijwel direct problemen met zijn enkel en daarna volgden nog veel meer problemen. Hij verbleef vrijwel altijd in Costa Rica en was voor Ajax onvindbaar; als er iets van hem werd vernomen was dat vrijwel altijd in de media als hij weer eens betrokken was geweest bij een vechtpartij. Hij werd zelfs gearresteerd nadat hij betrokken was geweest bij een schietpartij.
Via Cerro Porteño (2002) in Paraguay en The Strongest in Bolivia, keerde Ledezma uiteindelijk terug bij Alajuelense. Met deze club won Ledezma in 2004 de CONCACAF Champions Cup en in 2005 de landstitel. In de zomer van 2006 tekende Ledezma bij SC Rheindorf Altach uit Oostenrijk. Gedurende het seizoen 2007/08 speelde Ledezma in de 2. Bundesliga bij FC Augsburg in Duitsland. In 2008 keerde hij terug naar Oostenrijk om te gaan spelen voor FC Admira Wacker Mödling in de Erste Liga.
| seizoen | club                        | land        | competitie          | wed. | goals |
| ------- | --------------------------- | ----------- | ------------------- | ---- | ----- |
| 1995/96 | LD Alajuelense              | Costa Rica  | Primera División    | 41   | 14    |
| 1996/97 | LD Alajuelense              | Costa Rica  | Primera División    | 27   | 21    |
| 1997/98 | Ajax                        | Nederland   | Eredivisie          |      |       |
| 1998/99 | Ajax                        | Nederland   | Eredivisie          |      |       |
| 1999/00 | Ajax                        | Nederland   | Eredivisie          |      |       |
|         | Cerro Porteño               | Paraguay    |                     |      |       |
|         | The Strongest               | Bolivia     |                     |      |       |
|         | Deportivo Saprissa          | Costa Rica  | Primera División    |      |       |
| 2004/05 | LD Alajuelense              | Costa Rica  | Primera División    |      |       |
| 2005/06 | LD Alajuelense              | Costa Rica  | Primera División    |      |       |
| 2005/06 | Akratitos Ano Liosia (huur) | Griekenland | Alpha Ethniki       |      |       |
| 2006/07 | SC Rheindorf Altach         | Oostenrijk  | T-Mobile Bundesliga | 24   | 5     |
| 2007/08 | FC Augsburg                 | Duitsland   | 2. Bundesliga       | 18   | 3     |
| 2008/09 | FC Admira Wacker Mödling    | Oostenrijk  | Erste Liga          |      |       |
|         | totaal:                     | totaal:     | totaal:             | 110  | 43    |

## Nationaal elftal
Ledezma was tevens international voor Costa Rica. In mei 2005 werd de aanvaller door de nationale voetbalbond voor één jaar geschorst wegens wangedrag. Ledezma liep eind maart 2005 weg bij de nationale selectie, omdat hij boos was dat hij voor het WK-kwalificatieduel met Trinidad & Tobago niet in de basis stond. De schorsing van Ledezma gold zowel voor het nationaal elftal als voor de nationale competitie. In mei 2006 liep zijn schorsing af, maar bondscoach Alexandre Guimarães besloot kort daarvoor al om Ledezma niet mee te nemen naar het WK 2006 in Duitsland.
| Interlands van Froylán Ledezma voor Costa Rica | Interlands van Froylán Ledezma voor Costa Rica | Interlands van Froylán Ledezma voor Costa Rica | Interlands van Froylán Ledezma voor Costa Rica | Interlands van Froylán Ledezma voor Costa Rica | Interlands van Froylán Ledezma voor Costa Rica |
| №                                              | Datum                                          | Wedstrijd                                      | Uitslag                                        | Competitie                                     | Goals                                          |
| ---------------------------------------------- | ---------------------------------------------- | ---------------------------------------------- | ---------------------------------------------- | ---------------------------------------------- | ---------------------------------------------- |
| 1                                              | 14 Sep 1997                                    | Jamaica – Costa Rica                           | 1–0                                            | WK-kwalificatie                                |                                                |
| 2                                              | 21 Aug 1998                                    | Costa Rica – Trinidad en T.                    | 6–1                                            | CAC Games                                      |                                                |
| 3                                              | 24 Feb 1999                                    | Costa Rica – Jamaica                           | 9–0                                            | Vriendschappelijk                              |                                                |
| 4                                              | 17 Mar 1999                                    | Costa Rica – Belize                            | 7–0                                            | UNCAF Nations Cup                              | Goal · Goal                                    |
| 5                                              | 21 Mar 1999                                    | Costa Rica – Honduras                          | 0–1                                            | UNCAF Nations Cup                              |                                                |
| 6                                              | 24 Mar 1999                                    | Costa Rica – Guatemala                         | 1–0                                            | UNCAF Nations Cup                              |                                                |
| 7                                              | 26 Mar 1999                                    | Costa Rica – Honduras                          | 1–2                                            | UNCAF Nations Cup                              |                                                |
| 8                                              | 31 Mar 2004                                    | Mexico – Costa Rica                            | 2–0                                            | Vriendschappelijk                              |                                                |
| 9                                              | 04 Jun 2004                                    | Costa Rica – Nicaragua                         | 5–1                                            | Vriendschappelijk                              | Goal                                           |
| 10                                             | 12 Jun 2004                                    | Cuba – Costa Rica                              | 2–2                                            | WK-kwalificatie                                |                                                |
| 11                                             | 20 Jun 2004                                    | Costa Rica – Cuba                              | 1–1                                            | WK-kwalificatie                                |                                                |
| 12                                             | 26 Mar 2005                                    | Costa Rica – Panama                            | 2–1                                            | WK-kwalificatie                                |                                                |
| 13                                             | 20 Aug 2008                                    | Costa Rica – El Salvador                       | 1–0                                            | WK-kwalificatie                                |                                                |
| 14                                             | 06 Sep 2008                                    | Costa Rica – Suriname                          | 7–0                                            | WK-kwalificatie                                | Goal · Goal                                    |
| 15                                             | 19 Nov 2008                                    | El Salvador – Costa Rica                       | 1–3                                            | WK-kwalificatie                                |                                                |
| 16                                             | 23 Jul 2009                                    | Costa Rica – Mexico                            | 1–1                                            | CONCACAF Gold Cup                              | Goal                                           |
| 17                                             | 12 Aug 2009                                    | Honduras – Costa Rica                          | 4–0                                            | WK-kwalificatie                                |                                                |
| 18                                             | 05 Sep 2009                                    | Costa Rica – Mexico                            | 0–3                                            | WK-kwalificatie                                |                                                |
| 19                                             | 09 Sep 2009                                    | El Salvador – Costa Rica                       | 1–0                                            | WK-kwalificatie                                |                                                |